# Hans Jordan
Hans Jordan (27 de dezembro de 1892 - 20 de abril de 1975) foi um oficial alemão que serviu no Deutsches Heer durante a Segunda Guerra Mundial. Foi condecorado com a Cruz de Cavaleiro da Cruz de Ferro com Folhas de Carvalho e Espadas.

## Condecorações
| Cruz de Ferro (1939) 2ª Classe                                            | 23 de setembro de 1914                       |
| Cruz de Ferro (1939) 1ª Classe                                            | 15 de abril de 1916                          |
| Distintivo de Feridos (1914) em Preto                                     |                                              |
| Distintivo de Feridos (1914) em Prata                                     |                                              |
| Cruz Hanseática de Hamburgo                                               |                                              |
| Cruz de Honra da Guerra Mundial 1914/1918                                 |                                              |
| Cruz de Ferro (1939) 2ª Classe                                            | 14 de maio de 1940                           |
| Cruz de Ferro (1939) 1ª Classe                                            | 24 de maio de 1940                           |
| Distintivo da infantaria de assalto em Prata                              |                                              |
| Cruz Germânica em Ouro                                                    | 23 de dezembro de 1943                       |
| Cruz de Cavaleiro da Cruz de Ferro                                        | 5 de junho de 1940                           |
| Cruz de Cavaleiro da Cruz de Ferro com Folhas de Carvalho nº 59           | 16 de janeiro de 1942                        |
| Cruz de Cavaleiro da Cruz de Ferro com Folhas de Carvalho e Espadas nº 64 | 20 de abril de 1944                          |
| Mencionado na Wehrmachtbericht                                            | 25 de maio de 1940 e 11 de fevereiro de 1944 |